# 原胤栄
原 胤栄（はら たねひで/たねよし、天文20年（1551年） - 天正17年12月5日（1590年1月10日）または天正18年6月6日（1590年7月7日））は、戦国時代から安土桃山時代にかけての武将。千葉氏重臣・下総原氏宗家。なお、没日については2つの伝承がある。通説では原胤貞の嫡男とされているが、近年では庶子説・養子（胤貞の弟）説も出されている。子には原胤義がいる。別名・十郎。官途名は式部大輔。

## 概要
元亀年間初めに胤貞の跡を継いで下総国生実城（現在の千葉市中央区）の城主となったが、天正2年（1574年）に原氏のもう一つの根拠であった臼井城（同佐倉市）へ移り、以後ここを拠点とした。原氏宗家当主として一族の統制を図ろうとするが、原親幹・胤長ら庶流の実力者達を抑えることは困難であった。加えて弟の原胤親とは不仲で、当主千葉邦胤の許しを得て胤親の居城・手賀城（同柏市）に攻撃を加えた事もあったという。邦胤の死後は、北条氏政の子・直重を当主に迎え入れるが、これを主導したのも胤長であった。こうした背景からか原胤栄が中山法華経寺をはじめとする諸寺社を保護する命令を多く出している。
豊臣秀吉の小田原征伐の最中に死去、嫡男の原胤義が後北条氏の人質となっていたため、急遽原邦房が臼井城の城代に入ったという。
千葉氏族原氏宗家は原胤信の代に、キリシタン弾圧にて滅ぶ。